# Pueblo bafur
El pueblo bafur (también conocido como abafor, baffor, barbara, barabir, bárbaros) se concentró desde el siglo IX en la margen alta del río Senegal, en los territorios enclavados en la sabana al sur de Mauritania y noreste de Senegal. Su región es conocida como Adrar o Djabal Lamtuna. 
Para algunos autores sus orígenes se remontan al neolítico y habrían formado parte de los pueblos que emigraron del norte del Sahara hacia el sur por la presión del desierto. Otros estudios los sitúan originariamente en la zona del río Draa, en los Montes Atlas. Para esta teoría son un pueblo originariamente de bereberes cenhegíes. Por su parte, documentos portugueses de los siglos XV y XVI diferenciaban como bafur (baffor, abofur) a las comunidades de menor pigmentación o “blancos” y como barbar (barbara, barabir, bárbaros) a los de pigmentación intensa o “negros”, relacionados con los soninké.

## Etimología

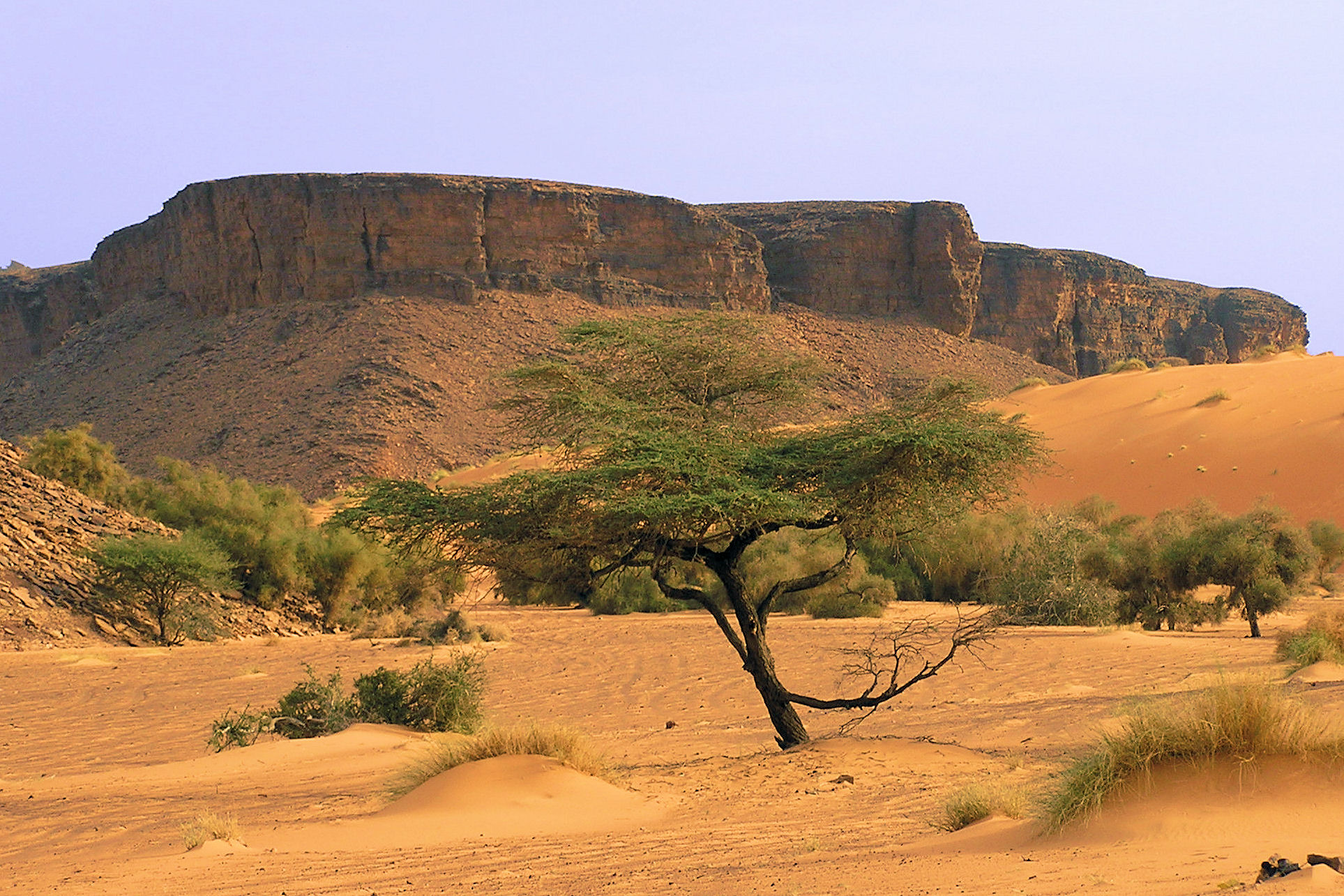
Montañas en la región de Adrar; los paisajes desérticos definen Mauritania.

El nombre bafur llega a través de la tradición local y algunos autores portugueses de los siglos XV y XVI. No deben confundirse con los bafour, pueblo mencionado en la tradición oral local de la región de Bafur, antigua etnia de Mauritania que dio origen a los imraguen y soniké.

## Historia

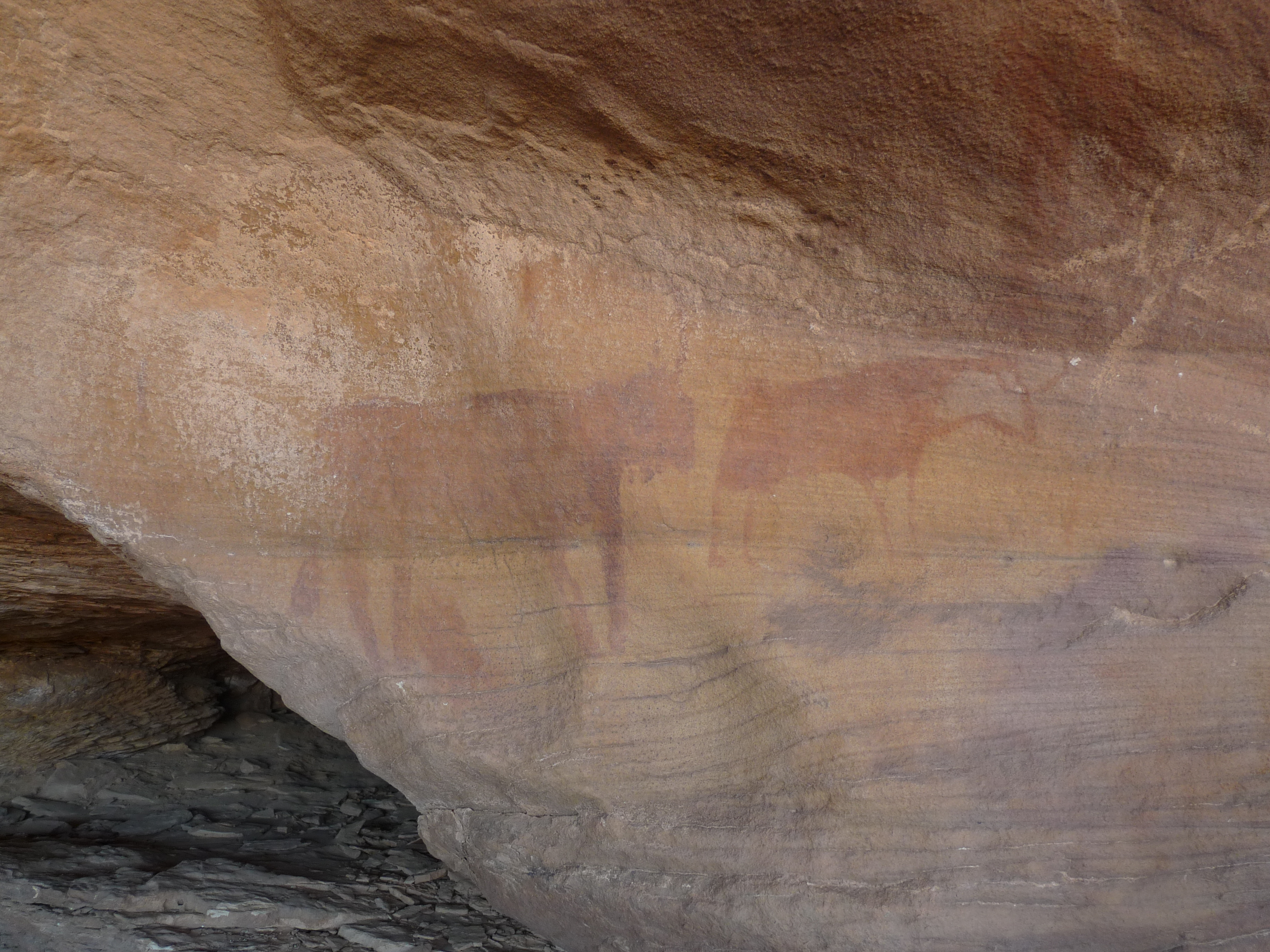
Arte rupestre en Adrar, tierra del pueblo bafur

Los antiguos documentos árabes los describen como sedentarios y dueños de grandes plantaciones de dátiles. Destacaban por sus cultivos en los oasis, beneficiados por sofisticados sistemas de irrigación.  En ella se asentaron también entre los siglos IV y VIII los pastores cenhegíes, emparentados culturalmente con los sedentarios bafur.
Según la tradición, sus centros eran pujantes en el siglo XI, si bien no contaban con gran población y fueron luego absorbidos por los pastores bereberes que llegaron más tarde a la región.
En el siglo XIX sus territorios quedaron bajo administración del África Occidental Francesa.

## Economía
Tradicionalmente practicaron una economía de pastoreo trashumante de ganadería bovina y caprina. La pesca en el río Senengal complementó su economía de subsistencia.

## Religión
Los bafur son mayoritariamente musulmanes aunque se mantienen las prácticas religiosas tradicionales africanas.